# 高円宮杯U-18サッカーリーグ2014 プレミアリーグ
高円宮杯U-18サッカーリーグ2014 プレミアリーグ（たかまどのみやはい アンダーエイティーン サッカーリーグ2014 プレミアリーグ）は、高円宮杯 JFA U-18サッカープレミアリーグの2014年開催分である。

## 大会要項

### 大会方式など
大会方式などは、前年から大きな変更はなかった。

### スケジュール
プレミアリーグイースト、プレミアリーグウエストともに、4月6日に開幕戦となる第1節、12月7日に最終戦となる第18節が行われた。

## 参加チーム
前年度のプレミアリーグで残留した16チームと、前年度のプレミアリーグ参入戦を勝ち抜いた4チーム、計20チームが参加した。
| 地域   | チーム                   | 都道府県 | チーム種別   | 昨年順位     | リーグ   | 監督       |
| ------ | ------------------------ | -------- | ------------ | ------------ | -------- | ---------- |
| 北海道 | コンサドーレ札幌U-18     | 北海道   | クラブユース | イースト5位  | イースト | 四方田修平 |
| 東北   | 青森山田高校             | 青森県   | 高校         | イースト6位  | イースト | 黒田剛     |
| 関東   | 鹿島アントラーズユース   | 茨城県   | クラブユース | イースト8位  | イースト | 熊谷浩二   |
| 関東   | 市立船橋高校             | 千葉県   | 高校         | 関東3位      | イースト | 朝岡隆蔵   |
| 関東   | 柏レイソルU-18           | 千葉県   | クラブユース | 関東2位      | イースト | 下平隆宏   |
| 関東   | 流通経済大学付属柏高校   | 千葉県   | 高校         | チャンピオン | イースト | 本田裕一郎 |
| 関東   | 東京ヴェルディユース     | 東京都   | クラブユース | イースト4位  | イースト | 冨樫剛一   |
| 関東   | 三菱養和SCユース         | 東京都   | クラブユース | イースト7位  | イースト | 山本信夫   |
| 東海   | JFAアカデミー福島        | 静岡県   | クラブユース | イースト3位  | イースト | 中田康人   |
| 東海   | 清水エスパルスユース     | 静岡県   | クラブユース | イースト2位  | イースト | 大榎克己   |
| 東海   | 名古屋グランパスU18      | 愛知県   | クラブユース | ウエスト6位  | ウエスト | 高田哲也   |
| 北信越 | 富山第一高校             | 富山県   | 高校         | ウエスト8位  | ウエスト | 大塚一朗   |
| 関西   | 東山高校                 | 京都府   | 高校         | 関西3位      | ウエスト | 福重良一   |
| 関西   | 京都サンガF.C. U-18      | 京都府   | クラブユース | ウエスト5位  | ウエスト | 川勝博康   |
| 関西   | 京都橘高校               | 京都府   | 高校         | 関西2位      | ウエスト | 米澤一成   |
| 関西   | ガンバ大阪ユース         | 大阪府   | クラブユース | ウエスト7位  | ウエスト | 梅津博徳   |
| 関西   | セレッソ大阪U-18         | 大阪府   | クラブユース | ウエスト4位  | ウエスト | 大熊裕司   |
| 関西   | ヴィッセル神戸U-18       | 兵庫県   | クラブユース | ウエスト1位  | ウエスト | 野田知     |
| 中国   | サンフレッチェ広島ユース | 広島県   | クラブユース | ウエスト3位  | ウエスト | 望月一頼   |
| 九州   | 東福岡高校               | 福岡県   | 高校         | ウエスト2位  | ウエスト | 森重潤也   |

出典: “チーム紹介｜高円宮杯U-18サッカーリーグ2014 プレミアリーグ”. 2017年2月7日閲覧。

## イースト

### リーグ戦の展開
柏レイソルU-18は、第1節から第3節を1勝1敗1分としたあと、第4節から第10節までを6勝1分けとし、首位に立った。11節と12節で連敗して一時は清水エスパルスに抜かれるものの、13節から4連勝で首位を奪い返した。そして第17節で、柏と勝ち点6差の2位だった清水エスパルスユースが市立船橋高に0-3で敗戦し、最終節を残して柏の優勝が決定した。
柏レイソルU-18は、前年度にプリンスリーグ関東から昇格したチームで、圧倒的なボール保持率を誇るポゼッションサッカーを特長としていた。その特長をプレミアリーグでも発揮する形となった。また、中山雄太ら2選手がトップチームに昇格した。
清水エスパルスユースは、第1節から5連勝し、第5節終了時点で首位に立った。しかし、第6節から第8節までを1勝2敗とし、勝ち点差1で迎えた第9節で、2位だった柏レイソルU-18との対戦にも敗れ、首位を陥落した。
第9節終了後、大榎克己監督はトップチーム監督就任のためユースから去り、かわりに平岡宏章コーチがユース監督に就任した。第12節までの3試合を2勝1分として首位に戻ったものの、第13節から第17節までを1勝1分3敗と調子を崩し、最終第18節の首位柏ユースとの一戦を前に優勝を逃すことが決まった。平岡監督就任後の成績は3勝2分4敗だった。トップチーム昇格は、北川航也ら3選手だった。
鹿島アントラーズユースは、下級生中心のメンバー構成でリーグ戦を戦い、第9節までの前半戦を5位でターンした。第10節以降の後半戦は5勝2分2敗とし、通年で3位まで順位を上げた。トップチーム昇格は、鈴木優磨ら2選手だった。
市立船橋高校は、昇格直後の今期は残留を目標にリーグ戦を戦い、最終的には4位で目標を果たした。GKの志村滉は、ジュビロ磐田へ加入した。
JFA福島は、昨年からメンバーが大きく入れ替わり、開幕5試合で2分3敗と苦戦した。その後は第17節までの12試合を5勝5分2敗と持ち直し、第18節で三菱養和SCに勝って、自力で残留を決めた。
流通経済大学付属柏高は、チャンピオンになった昨シーズンからほとんどのメンバーが変わり、シーズン終盤までスタイルを模索するシーズンとなった。リーグ優勝の柏レイソルU-18に2連勝する一方で、下位チームに4、5点取られて負ける試合も複数あった。
青森山田高校は、前半戦を1勝3分5敗と苦戦するものの、後半戦第10節からの4連勝で巻き返し、7位で終えた。
コンサドーレ札幌は、第6節から第11節を3勝3分、特に第11節では首位の柏レイソルU-18を撃破し、この時点で4位まで順位を上げた。しかし、12節以降を1勝2分4敗とし、最終的に8位となった。トップチームには、進藤亮佑が昇格した。
東京ヴェルディユースは第8節から第15節まで8連敗し、2試合を残した第16節の時点で降格が決まった。また、第13節終了後に富樫剛一監督はトップチーム監督就任のためユースから去り、かわりに菅原智コーチがユース監督に就任した。中野雅臣と三竿健斗がトップチームに昇格した。
三菱養和SCは、本年度のクラブユース選手権で優勝したものの、本リーグでは負けが先行した。結局、最終18節で残留を争うJFAアカデミー福島に敗れ、降格が決まった。

### 日程と試合結果
7月20日に開催されていた第9節の三菱養和SCユース対JFAアカデミー福島戦は、雷雨の影響によって前半終了とともに中断され、10月30日に後半戦が行われた。
| 節 | 開催日            | 試合結果           | 試合結果            | 試合結果            | 試合結果            | 試合結果            |
| -- | ----------------- | ------------------ | ------------------- | ------------------- | ------------------- | ------------------- |
| 1  | 4月6日            | 流経 3-2 山田 記録 | 清水 3-1 札幌 記録  | 鹿島 0-0 柏レ 記録  | 市船 1-1 JFA 記録   | 養和 2-0 東京V 記録 |
| 2  | 4月12〜13日       | 柏レ 4-0 札幌 記録 | 流経 2-2 鹿島 記録  | 東京V 3-2 市船 記録 | 養和 0-0 山田 記録  | JFA 1-3 清水 記録   |
| 3  | 4月27日           | 山田 2-2 市船 記録 | 鹿島 2-0 養和 記録  | 清水 3-0 東京V 記録 | 柏レ 0-1 流経 記録  | 札幌 1-0 JFA 記録   |
| 4  | 5月6日            | 市船 1-0 鹿島 記録 | 東京V 4-1 札幌 記録 | 清水 3-2 山田 記録  | JFA 1-2 柏レ 記録   | 養和 3-3 流経 記録  |
| 5  | 5月11日           | 札幌 1-5 山田 記録 | 鹿島 2-3 清水 記録  | 流経 0-2 市船 記録  | 柏レ 5-1 養和 記録  | JFA 1-1 東京V 記録  |
| 6  | 6月29日           | 清水 3-4 流経 記録 | 山田 2-3 JFA 記録   | 東京V 1-3 柏レ 記録 | 市船 0-1 養和 記録  | 鹿島 2-2 札幌 記録  |
| 7  | 7月6日            | 札幌 4-2 流経 記録 | 市船 1-1 柏レ 記録  | 東京V 2-1 山田 記録 | JFA 2-2 鹿島 記録   | 養和 2-4 清水 記録  |
| 8  | 7月13日           | 札幌 0-0 養和 記録 | 山田 0-2 柏レ 記録  | 流経 1-3 JFA 記録   | 清水 0-2 市船 記録  | 鹿島 3-1 東京V 記録 |
| 9  | 7月20日           | 札幌 1-0 市船 記録 | 山田 1-1 鹿島 記録  | 東京V 0-3 流経 記録 | 柏レ 1-0 清水 記録  |                     |
| 10 | 8月24日           | JFA 1-2 市船 記録  | 札幌 1-1 清水 記録  | 山田 5-0 流経 記録  | 柏レ 2-1 鹿島 記録  | 東京V 1-7 養和 記録 |
| 11 | 8月31日           | 札幌 1-0 柏レ 記録 | 市船 3-0 東京V 記録 | 山田 3-1 養和 記録  | 清水 2-0 JFA 記録   | 鹿島 4-1 流経 記録  |
| 12 | 9月7日            | JFA 5-1 札幌 記録  | 市船 1-2 山田 記録  | 東京V 2-3 清水 記録 | 流経 4-1 柏レ 記録  | 養和 0-1 鹿島 記録  |
| 13 | 9月13〜14日       | 山田 1-0 清水 記録 | 流経 0-4 養和 記録  | 柏レ 4-1 JFA 記録   | 札幌 2-0 東京V 記録 | 鹿島 3-0 市船 記録  |
| 14 | 9月20日           | 市船 1-1 流経 記録 | 清水 0-3 鹿島 記録  | 東京V 1-2 JFA 記録  | 養和 1-2 柏レ 記録  | 山田 0-0 札幌 記録  |
| 15 | 9月27〜28日       | JFA 1-1 山田 記録  | 流経 0-0 清水 記録  | 養和 0-4 市船 記録  | 柏レ 2-0 東京V 記録 | 札幌 1-1 鹿島 記録  |
| 9  | 7月20日〜10月30日 | 養和 2-4 JFA 記録  |                     |                     |                     |                     |
| 16 | 11月22〜23日      | 清水 3-2 養和 記録 | 柏レ 3-1 市船 記録  | 山田 0-1 東京V 記録 | 鹿島 1-1 JFA 記録   | 流経 3-1 札幌 記録  |
| 17 | 11月30日          | 市船 3-0 清水 記録 | 東京V 2-1 鹿島 記録 | 養和 3-0 札幌 記録  | JFA 1-1 流経 記録   | 柏レ 0-0 山田 記録  |
| 18 | 12月7日           | 清水 1-2 柏レ 記録 | JFA 1-0 養和 記録   | 流経 1-2 東京V 記録 | 市船 2-1 札幌 記録  | 鹿島 2-1 山田 記録  |

### 順位表
| 順 | チーム                 | 試 | 勝 | 分 | 敗 | 得 | 失 | 差  | 点 | 出場権または降格         |
| -- | ---------------------- | -- | -- | -- | -- | -- | -- | --- | -- | ------------------------ |
| 1  | 柏レイソルU-18         | 18 | 12 | 3  | 3  | 34 | 15 | +19 | 39 | チャンピオンシップに出場 |
| 2  | 清水エスパルスユース   | 18 | 9  | 2  | 7  | 32 | 29 | +3  | 29 |                          |
| 3  | 鹿島アントラーズユース | 18 | 7  | 7  | 4  | 31 | 20 | +11 | 28 |                          |
| 4  | 市立船橋高校           | 18 | 8  | 4  | 6  | 28 | 20 | +8  | 28 |                          |
| 5  | JFAアカデミー福島      | 18 | 6  | 6  | 6  | 29 | 28 | +1  | 24 |                          |
| 6  | 流通経済大学付属柏高校 | 18 | 6  | 5  | 7  | 30 | 38 | −8  | 23 |                          |
| 7  | 青森山田高校           | 18 | 5  | 6  | 7  | 28 | 23 | +5  | 21 |                          |
| 8  | コンサドーレ札幌U-18   | 18 | 5  | 5  | 8  | 19 | 35 | −16 | 20 |                          |
| 9  | 東京ヴェルディユース   | 18 | 6  | 1  | 11 | 21 | 40 | −19 | 19 | プリンスリーグ関東へ降格 |
| 10 | 三菱養和SCユース       | 18 | 5  | 3  | 10 | 29 | 33 | −4  | 18 | プリンスリーグ関東へ降格 |

出典: “順位表 ［EAST］｜高円宮杯U-18サッカーリーグ2014 プレミアリーグ｜大会・試合｜JFA｜日本サッカー協会”. 2017年2月16日閲覧。
順位の決定基準: 1. 勝点; 2. 得失点差; 3. 得点数.

### 個人成績
| チーム                 | 学年 | Pos | 選手                       | 出場 | 得点 | 進路                     |
| ---------------------- | ---- | --- | -------------------------- | ---- | ---- | ------------------------ |
| 柏レイソルU-18         | 3    | DF  | 中山雄太                   | 16   | 3    | 柏レイソル（昇格）       |
| 柏レイソルU-18         | 3    | FW  | 大島康樹                   | 16   | 5    | 柏レイソル（昇格）       |
| 柏レイソルU-18         | 3    | MF  | 手塚康平                   | 17   | 0    | オネハンガ・スポーツ     |
| 柏レイソルU-18         | 3    | DF  | 麦倉捺木                   | 19   | 2    | 水戸ホーリーホック       |
| 柏レイソルU-18         | 3    | DF  | マイケル・デン・ヘイジャー | 12   | 2    | オークランド・シティFC   |
| 柏レイソルU-18         | 2    | GK  | 滝本晴彦                   | 1    | 0    |                          |
| 柏レイソルU-18         | 2    | MF  | 安西海斗                   | 15   | 0    |                          |
| 柏レイソルU-18         | 2    | FW  | 伊藤達哉                   | 13   | 1    |                          |
| 柏レイソルU-18         | 1    | DF  | 古賀太陽                   | 8    | 1    |                          |
| 清水エスパルスユース   | 3    | DF  | 水谷拓磨                   | 11   | 1    | 清水エスパルス（昇格）   |
| 清水エスパルスユース   | 3    | MF  | 宮本航汰                   | 18   | 3    | 清水エスパルス（昇格）   |
| 清水エスパルスユース   | 3    | FW  | 北川航也                   | 6    | 0    | 清水エスパルス（昇格）   |
| 清水エスパルスユース   | 3    | FW  | 西澤健太                   | 18   | 6    |                          |
| 清水エスパルスユース   | 1    | DF  | 立田悠悟                   | 1    | 0    |                          |
| 鹿島アントラーズユース | 3    | MF  | 大橋尚志                   | 18   | 1    | 鹿島アントラーズ（昇格） |
| 鹿島アントラーズユース | 3    | FW  | 鈴木優磨                   | 17   | 8    | 鹿島アントラーズ（昇格） |
| 鹿島アントラーズユース | 2    | DF  | 町田浩樹                   | 16   | 2    |                          |
| 鹿島アントラーズユース | 2    | MF  | 田中稔也                   | 16   | 1    |                          |
| 鹿島アントラーズユース | 2    | MF  | 平戸太貴                   | 17   | 8    |                          |
| 鹿島アントラーズユース | 2    | MF  | 垣田裕暉                   | 16   | 0    |                          |
| 市立船橋高校           | 3    | GK  | 志村滉                     | 17   | 0    | ジュビロ磐田             |
| 市立船橋高校           | 3    | DF  | 鵜澤恵太                   | 14   | 6    |                          |
| 市立船橋高校           | 2    | DF  | 椎橋慧也                   | 18   | 1    |                          |
| 市立船橋高校           | 2    | FW  | 永藤歩                     | 16   | 1    |                          |
| 市立船橋高校           | 1    | DF  | 杉岡大暉                   | 13   | 1    |                          |
| 市立船橋高校           | 1    | DF  | 高宇洋                     | 7    | 0    |                          |
| JFAアカデミー福島      | 3    | GK  | 似鳥康太                   | 18   | 0    | ファジアーノ岡山         |
| JFAアカデミー福島      | 3    | DF  | 金城ジャスティン俊樹       | 18   | 2    | TSV1860ミュンヘンU-19    |
| JFAアカデミー福島      | 1    | DF  | 下口稚葉                   | 12   | 0    |                          |
| JFAアカデミー福島      | 3    | FW  | 加賀山泰毅                 | 17   | 10   |                          |
| 流通経済大学付属柏高校 | 3    | DF  | 小川諒也                   | 16   | 6    | FC東京                   |
| 流通経済大学付属柏高校 | 3    | FW  | 澤田篤樹                   | 5    | 4    | 湘南ベルマーレ           |
| 青森山田高校           | 3    | FW  | 丹代藍人                   | 16   | 8    |                          |
| 青森山田高校           | 2    | DF  | 常田克人                   | 10   | 0    |                          |
| 青森山田高校           | 1    | GK  | 廣末陸                     | 17   | 0    |                          |
| 青森山田高校           | 1    | MF  | 高橋壱晟                   | 0    | 0    |                          |
| コンサドーレ札幌U-18   | 3    | DF  | 進藤亮佑                   | 7    | 0    | コンサドーレ札幌（昇格） |
| コンサドーレ札幌U-18   | 3    | FW  | 平川元樹                   | 17   | 11   |                          |
| コンサドーレ札幌U-18   | 1    | MF  | 菅大輝                     | 8    | 0    |                          |
| 東京ヴェルディユース   | 3    | MF  | 三竿健斗                   | 10   | 1    | 東京ヴェルディ（昇格）   |
| 東京ヴェルディユース   | 3    | MF  | 中野雅臣                   | 14   | 5    | 東京ヴェルディ（昇格）   |
| 東京ヴェルディユース   | 2    | FW  | 林昇吾                     | 14   | 0    |                          |
| 東京ヴェルディユース   | 2    | MF  | 井上潮音                   | 16   | 2    |                          |
| 東京ヴェルディユース   | 2    | FW  | 郡大夢                     | 4    | 0    |                          |
| 東京ヴェルディユース   | 2    | FW  | 神谷優太                   | 16   | 1    |                          |
| 東京ヴェルディユース   | 1    | MF  | 渡辺皓太                   | 13   | 0    |                          |
| 三菱養和SCユース       | 3    | DF  | 池田樹雷人                 | 18   | 0    | セレッソ大阪             |
| 三菱養和SCユース       | 3    | FW  | ディサロ燦シルヴァーノ     | 18   | 10   |                          |
| 三菱養和SCユース       | 3    | FW  | 下田悠哉                   | 18   | 11   |                          |

- 各国の全国リーグ（日本では、J1、J2、J3、JFL）に在籍歴のある選手と、得点ランキング上位の選手を掲載
- 出場と得点は、チャンピオンシップの分も含む

出典: “Soccer D.B. 高円宮杯U-18 プレミアリーグ チーム別出場選手記録”. 2017年2月1日閲覧。 “JFA 高円宮杯U-18サッカーリーグ2014 プレミアリーグEAST ゴールランキング”. 2017年2月16日閲覧。

## ウエスト

### リーグ戦の展開
最終18節を迎える時点で、ヴィッセル神戸U-18、セレッソ大阪U-18、ガンバ大阪ユース、名古屋グランパスU18が勝ち点差2の接戦となり、最終戦の結果次第でこの4チームに優勝の可能性があった。第18節の結果、東山高に3-0で勝ったセレッソ大阪U-18が逆転で優勝し、第17節まで首位のヴィッセル神戸U-18は京都橘高と0-0で引き分け、首位と勝ち点差1の3位に終わった。ガンバ大阪ユースと名古屋グランパスU18も勝ったものの、やはり勝ち点差1で優勝に届かなかった。2位から4位は得失点差により、ガンバ大阪ユース、ヴィッセル神戸U-18、名古屋グランパスU18の順となった。
セレッソ大阪U-18は、9月7日の第12節終了の時点で8勝1分け3敗の2位としていた。9月8日に大熊裕司監督はトップチーム監督就任のためユースから去り、かわりに村田一弘コーチがユース監督に就任する。村田監督が就任した第13節以降の成績は4勝1分1敗で、最終節での逆転優勝となった。この年のセレッソ大阪は、走力トレーニングに注力しており、序盤での好調の要因は走力のアップだったと選手たちはコメントしている。セレッソ大阪U-18からはこの年、5選手がトップチームに昇格した。
ガンバ大阪ユースは、リーグ1となる47点を挙げる得点力があり、第15節でセレッソ大阪U-18との首位攻防戦に3-1で勝った時点では首位に立った。しかし、第16節、第17節と連敗し、優勝には届かなかった。ガンバ大阪ユースからはこの年、井手口陽介ら5選手がトップチームに昇格した。なお、井手口は3月にトップチーム昇格が発表されており、本リーグの出場はなかった。
ヴィッセル神戸U-18は、開幕直後に2連勝するも、第3節の名古屋グランパスU18戦に自慢のボール回しが発揮できずに引き分けると、自分たちのサッカーを見失ったチームには焦りが生まれ、順位も下向していった。その後、第8節から9連勝して首位に立ち、残り2試合で1勝すれば優勝だった。しかし、第17節、第18節ともに引き分け、3位でリーグ戦を終えた。トップチームには、1名が昇格した。また、米澤令衣はセレッソ大阪に入団した。
名古屋グランパスU18は、第7節までを6勝1分とし、この時点で首位に立った。しかし、そのあとの8戦を3勝5敗と調子を崩し、最後に3連勝するも優勝にはおよばなかった。トップチームへの昇格はなかった。
京都サンガF.C. U-18は開幕前、昨年からの主力が多く残り、優勝候補の一角とみなされていた。しかし、開幕から3連敗するなど第6節終了時点で1勝1分4敗と出遅れた。その後5連勝するなど巻き返したが、リーグ終盤でも負けが込み、5位に終わった。トップチームへの昇格は、奥川雅也ら3選手だった。
サンフレッチェ広島F.Cユースは、第7節終了時点で5勝1分1敗、3位だった。しかし、第8節から3連敗するなど、残り11試合を3勝1分7敗とし、優勝争いに加われないままリーグ戦を終えた。トップチームへの昇格選手はなかった。
東福岡高校は、この年の高校総体で優勝するものの、本大会では8勝1分9敗と負け越し、7位で終わった。増山朝陽がヴィッセル神戸に、中島賢星が横浜F・マリノスに、それぞれ加入した。
京都橘高校は、開幕から9連敗と苦戦が続いたものの、第15節からの3試合を2勝1分としてプレミアリーグ残留の希望を最終戦に残した。この2勝の相手は、優勝を争っていた名古屋グランパスU18とガンバ大阪ユースであった。最終の第18節は、首位だったヴィッセル神戸U-18との対戦で引き分け、得失点差で残留を決めた。
富山第一高校は、高校選手権優勝に導いた昨季の主力選手の大半が卒業し、本リーグは序盤戦から苦戦が続いた。そして、最終の第18節でガンバ大阪ユースに負け、降格が決まった。
西村拓真がベガルタ仙台に加入した。
東山高校は、開幕第1節を勝利して第4節までは1勝2分1敗の成績だったあと、第5節以降で1分けを挟んで11連敗して最下位に沈み、それでも第17節で勝って残留の望みを最終戦につないだ。最終第18節では優勝争いをするセレッソ大阪に0-3で敗れ、降格が決定した。鎌田大地がサガン鳥栖に加入した。

### 日程と試合結果
| 節 | 開催日       | 試合結果               | 試合結果              | 試合結果               | 試合結果              | 試合結果               |
| -- | ------------ | ---------------------- | --------------------- | ---------------------- | --------------------- | ---------------------- |
| 1  | 4月6日       | 名古屋 3-1 富山一 記録 | 東山 1-0 橘 記録      | 広島 3-1 京都 記録     | 東福岡 0-1 C大阪 記録 | G大阪 0-3 神戸 記録    |
| 2  | 4月13日      | 神戸 4-1 富山一 記録   | 京都 0-3 名古屋 記録  | 橘 1-3 東福岡 記録     | G大阪 5-0 東山 記録   | C大阪 2-1 広島 記録    |
| 3  | 4月26〜27日  | 富山一 3-3 東山 記録   | 名古屋 0-0 神戸 記録  | 広島 3-2 橘 記録       | 東福岡 0-3 G大阪 記録 | 京都 1-4 C大阪 記録    |
| 4  | 5月4〜6日    | 東山 1-1 神戸 記録     | C大阪 1-2 名古屋 記録 | 東福岡 4-0 富山一 記録 | 橘 0-4 京都 記録      | G大阪 1-1 広島 記録    |
| 5  | 5月10〜11日  | 名古屋 3-0 東山 記録   | 富山一 0-2 広島 記録  | 神戸 0-3 東福岡 記録   | 京都 1-4 G大阪 記録   | C大阪 2-1 橘 記録      |
| 6  | 6月29日      | 富山一 1-1 京都 記録   | 東福岡 5-1 東山 記録  | 広島 2-0 神戸 記録     | 橘 1-3 名古屋 記録    | G大阪 2-3 C大阪 記録   |
| 7  | 7月5〜6日    | 橘 1-6 G大阪 記録      | C大阪 2-0 富山一 記録 | 東山 1-4 広島 記録     | 神戸 3-4 京都 記録    | 名古屋 2-1 東福岡 記録 |
| 8  | 7月13日      | 富山一 1-0 橘 記録     | G大阪 2-1 名古屋 記録 | 広島 2-4 東福岡 記録   | 神戸 3-1 C大阪 記録   | 京都 5-3 東山 記録     |
| 9  | 7月19〜20日  | 東福岡 0-2 京都 記録   | 名古屋 2-1 広島 記録  | 東山 1-3 C大阪 記録    | 富山一 1-2 G大阪 記録 | 橘 0-1 神戸 記録       |
| 10 | 8月23〜24日  | 橘 1-1 東山 記録       | 京都 3-2 広島 記録    | 富山一 3-6 名古屋 記録 | 神戸 1-0 G大阪 記録   | C大阪 5-1 東福岡 記録  |
| 11 | 8月30〜31日  | 富山一 1-3 神戸 記録   | 東福岡 4-0 橘 記録    | 広島 2-1 C大阪 記録    | 東山 1-6 G大阪 記録   | 名古屋 0-5 京都 記録   |
| 12 | 9月6〜7日    | 東山 1-2 富山一 記録   | 神戸 5-1 名古屋 記録  | 橘 0-0 広島 記録       | C大阪 1-1 京都 記録   | G大阪 2-1 東福岡 記録  |
| 13 | 9月13〜14日  | 富山一 2-2 東福岡 記録 | 名古屋 1-2 C大阪 記録 | 広島 1-4 G大阪 記録    | 神戸 2-1 東山 記録    | 京都 3-1 橘 記録       |
| 14 | 9月20〜21日  | 東山 1-2 名古屋 記録   | 広島 5-0 富山一 記録  | 橘 0-1 C大阪 記録      | 東福岡 1-2 神戸 記録  | G大阪 2-1 京都 記録    |
| 15 | 9月27〜28日  | 東山 1-5 東福岡 記録   | 名古屋 2-3 橘 記録    | 神戸 3-0 広島 記録     | C大阪 1-3 G大阪 記録  | 京都 5-0 富山一 記録   |
| 16 | 11月22〜23日 | 富山一 3-4 C大阪 記録  | 広島 1-0 東山 記録    | 東福岡 0-3 名古屋 記録 | G大阪 2-3 橘 記録     | 京都 3-4 神戸 記録     |
| 17 | 11月30日     | 名古屋 3-1 G大阪 記録  | 橘 0-0 富山一 記録    | 東山 2-0 京都 記録     | 東福岡 2-0 広島 記録  | C大阪 1-1 神戸 記録    |
| 18 | 12月7日      | 広島 0-2 名古屋 記録   | C大阪 3-0 東山 記録   | 神戸 0-0 橘 記録       | G大阪 2-0 富山一 記録 | 京都 2-1 東福岡 記録   |

### 順位表
| 順 | チーム                      | 試 | 勝 | 分 | 敗 | 得 | 失 | 差  | 点 | 出場権または降格           |
| -- | --------------------------- | -- | -- | -- | -- | -- | -- | --- | -- | -------------------------- |
| 1  | セレッソ大阪U-18            | 18 | 12 | 2  | 4  | 38 | 23 | +15 | 38 | チャンピオンシップに出場   |
| 2  | ガンバ大阪ユース            | 18 | 12 | 1  | 5  | 47 | 23 | +24 | 37 |                            |
| 3  | ヴィッセル神戸U-18          | 18 | 11 | 4  | 3  | 36 | 20 | +16 | 37 |                            |
| 4  | 名古屋グランパスU18         | 18 | 12 | 1  | 5  | 39 | 27 | +12 | 37 |                            |
| 5  | 京都サンガF.C. U-18         | 18 | 9  | 2  | 7  | 42 | 34 | +8  | 29 |                            |
| 6  | サンフレッチェ広島F.Cユース | 18 | 8  | 2  | 8  | 30 | 28 | +2  | 26 |                            |
| 7  | 東福岡高校                  | 18 | 8  | 1  | 9  | 37 | 29 | +8  | 25 |                            |
| 8  | 京都橘高校                  | 18 | 2  | 4  | 12 | 14 | 37 | −23 | 10 |                            |
| 9  | 富山第一高校                | 18 | 2  | 4  | 12 | 19 | 49 | −30 | 10 | プリンスリーグ北信越へ降格 |
| 10 | 東山高校                    | 18 | 2  | 3  | 13 | 19 | 51 | −32 | 9  | プリンスリーグ関西へ降格   |

出典: “順位表 ［WEST］｜高円宮杯U-18サッカーリーグ2014 プレミアリーグ｜大会・試合｜JFA｜日本サッカー協会”. 2017年2月16日閲覧。
順位の決定基準: 1. 勝点; 2. 得失点差; 3. 得点数.

### 個人成績
| チーム                      | 学年 | Pos | 選手             | 出場 | 得点 | 進路                   |
| --------------------------- | ---- | --- | ---------------- | ---- | ---- | ---------------------- |
| セレッソ大阪U-18            | 3    | DF  | 温井駿斗         | 19   | 2    | セレッソ大阪（昇格）   |
| セレッソ大阪U-18            | 3    | MF  | 沖野将基         | 17   | 6    | セレッソ大阪（昇格）   |
| セレッソ大阪U-18            | 3    | MF  | 阪本将基         | 16   | 3    | セレッソ大阪（昇格）   |
| セレッソ大阪U-18            | 3    | MF  | 西本雅崇         | 17   | 6    | セレッソ大阪（昇格）   |
| セレッソ大阪U-18            | 3    | MF  | 前川大河         | 11   | 5    | セレッソ大阪（昇格）   |
| セレッソ大阪U-18            | 2    | DF  | 庄司朋乃也       | 19   | 1    |                        |
| セレッソ大阪U-18            | 2    | FW  | 岸本武流         | 11   | 3    |                        |
| セレッソ大阪U-18            | 1    | MF  | 斧澤隼輝         | 11   | 3    |                        |
| セレッソ大阪U-18            | 1    | MF  | 森下怜哉         | 10   | 0    |                        |
| ガンバ大阪ユース            | 3    | GK  | 林瑞輝           | 18   | 0    | ガンバ大阪（昇格）     |
| ガンバ大阪ユース            | 3    | MF  | 嫁阪翔太         | 11   | 1    | ガンバ大阪（昇格）     |
| ガンバ大阪ユース            | 3    | MF  | 平尾壮           | 17   | 5    | ガンバ大阪（昇格）     |
| ガンバ大阪ユース            | 3    | MF  | 妹尾直哉         | 14   | 8    | ガンバ大阪（昇格）     |
| ガンバ大阪ユース            | 2    | DF  | 初瀬亮           | 17   | 1    |                        |
| ガンバ大阪ユース            | 2    | MF  | 市丸瑞希         | 18   | 2    |                        |
| ガンバ大阪ユース            | 2    | FW  | 高木彰人         | 15   | 14   |                        |
| ガンバ大阪ユース            | 1    | MF  | 堂安律           | 13   | 4    |                        |
| ガンバ大阪ユース            | 1    | MF  | 食野亮太郎       | 1    | 0    |                        |
| ヴィッセル神戸U-18          | 3    | DF  | 山口真司         | 15   | 0    | ヴィッセル神戸（昇格） |
| ヴィッセル神戸U-18          | 3    | FW  | 米澤令衣         | 18   | 15   | セレッソ大阪           |
| 名古屋グランパスU18         | 3    | FW  | 桜井昴           | 18   | 11   |                        |
| 名古屋グランパスU18         | 2    | MF  | 森晃太           | 9    | 1    |                        |
| 名古屋グランパスU18         | 2    | FW  | 北野晴矢         | 14   | 1    |                        |
| 名古屋グランパスU18         | 1    | MF  | 梶山幹太         | 16   | 6    |                        |
| 名古屋グランパスU18         | 1    | FW  | 深堀隼平         | 3    | 0    |                        |
| 京都サンガF.C. U-18         | 3    | MF  | 大西勇輝         | 18   | 10   | 京都サンガF.C.（昇格） |
| 京都サンガF.C. U-18         | 3    | MF  | 永島悠史         | 18   | 5    | 京都サンガF.C.（昇格） |
| 京都サンガF.C. U-18         | 3    | FW  | 奥川雅也         | 13   | 10   | 京都サンガF.C.（昇格） |
| 京都サンガF.C. U-18         | 2    | DF  | 沼大希           | 17   | 8    |                        |
| 京都サンガF.C. U-18         | 2    | DF  | 荻野広大         | 18   | 0    |                        |
| 京都サンガF.C. U-18         | 1    | MF  | 島村拓弥         | 6    | 0    |                        |
| 京都サンガF.C. U-18         | 1    | MF  | 麻田将吾         | 11   | 0    |                        |
| サンフレッチェ広島F.Cユース | 2    | MF  | 長沼洋一         | 11   | 2    |                        |
| サンフレッチェ広島F.Cユース | 2    | FW  | 加藤陸次樹       | 15   | 8    |                        |
| サンフレッチェ広島F.Cユース | 1    | MF  | イヨハ理ヘンリー | 0    | 0    |                        |
| 東福岡高校                  | 3    | MF  | 増山朝陽         | 17   | 5    | ヴィッセル神戸         |
| 東福岡高校                  | 3    | FW  | 中島賢星         | 16   | 4    | 横浜F・マリノス        |
| 東福岡高校                  | 3    | FW  | 木藤舜介         | 18   | 8    |                        |
| 東福岡高校                  | 1    | MF  | 藤川虎太朗       | 5    | 1    |                        |
| 京都橘高校                  | 1    | FW  | 岩崎悠人         | 18   | 4    |                        |
| 富山第一高校                | 3    | FW  | 西村拓真         | 18   | 10   | ベガルタ仙台           |
| 東山高校                    | 3    | FW  | 鎌田大地         | 16   | 10   | サガン鳥栖             |

- 各国の全国リーグ（日本では、J1、J2、J3、JFL）に在籍歴のある選手と、得点ランキング上位の選手を掲載
- 出場と得点は、チャンピオンシップの分も含む

出典: “Soccer D.B. 高円宮杯U-18 プレミアリーグ チーム別出場選手記録”. 2017年2月1日閲覧。 “JFA 高円宮杯U-18サッカーリーグ2014 プレミアリーグウエスト ゴールランキング”. 2017年2月1日閲覧。

## チャンピオンシップ
高円宮杯U-18サッカーリーグ2014 チャンピオンシップは、2014年12月14日にさいたま市の埼玉スタジアム2002で14,654人の観客を集めて開催された。
プレミアリーグイースト優勝の柏レイソルU-18と、プレミアリーグウエスト優勝のセレッソ大阪U-18が対戦した。その結果、セレッソ大阪U-18が柏レイソルU-18を1-0で破り、チャンピオンシップの王者となった。

### 試合の展開
前半は、ともに得点をあげられず、0-0となった。後半15分にセレッソ大阪U-18が敵陣左サイドでのフリーキックからのゴール前混戦で高田和弥がゴールを決めて1-0とし、そのままのスコアでタイムアップとなった。
セレッソ大阪は、主将のDF温井駿斗が「90分走れるサッカーをチームの目標としてやってきた。最後まで出せたと思う」と試合後にコメントしているように、重視してきた走力をベースとしたプレーを特に守備面で発揮した。一方の柏レイソルU-18は「ビルドアップに手間と時間がかかり、疲労もあってフィニッシュのところにパワーを持っていけなかった」と試合後に下平隆宏監督がコメントしており、持ち前のパスサッカーを発揮できなかった。

### 試合記録
| 2014年12月14日 13:00 |

| 柏レイソルU-18 | 0 - 1          | セレッソ大阪U-18 |
|                | 公式記録 (PDF) | 高田和弥 60分    |

| 埼玉スタジアム2002（さいたま市） 観客数: 14,654人 主審: 窪田陽輔 |

## プレミアリーグ参入戦
プレミアリーグ参入戦は、2015年のプレミアリーグ出場権を獲得するチームを決めるために開催された。

### 参加チームと選出方法

#### 選出方法
参加チームの数と選出方法は前年と同様に、プリンスリーグ各地域から地域出場枠に応じた16チームが出場した。地域出場枠は、2種連盟大会における2013年度の高円宮杯 プリンスリーグ各地域1部出場チーム（プレミアリーグ所属チームのセカンドチームを含む）の成績ポイントで算出され、次のようになった。
| 北海道 | 東北 | 関東 | 北信越 | 東海 | 関西 | 中国 | 四国 | 九州 |
| ------ | ---- | ---- | ------ | ---- | ---- | ---- | ---- | ---- |
| 1      | 1    | 3    | 2      | 2    | 2    | 3    | 1    | 1    |

#### 参加チーム
プレミアリーグ参入戦に参加したのは、次の16チームだった。
| チーム                   | 都道府県 | チーム種別   | 地域   | 順位 | 監督       | グループ |
| ------------------------ | -------- | ------------ | ------ | ---- | ---------- | -------- |
| 北海道室蘭大谷高校       | 北海道   | 高校         | 北海道 | 1位  | 及川真行   | 4        |
| ベガルタ仙台ユース       | 宮城県   | クラブユース | 東北   | 1位  | 越後和男   | 2        |
| 大宮アルディージャユース | 埼玉県   | クラブユース | 関東   | 1位  | 伊藤彰     | 2        |
| FC東京U-18               | 東京都   | クラブユース | 関東   | 2位  | 佐藤一樹   | 3        |
| 前橋育英高校             | 群馬県   | 高校         | 関東   | 3位  | 山田耕介   | 1        |
| アルビレックス新潟ユース | 新潟県   | クラブユース | 北信越 | 1位  | 入江徹     | 4        |
| 星稜高校                 | 石川県   | 高校         | 北信越 | 2位  | 河崎護     | 2        |
| 清水桜が丘高校           | 静岡県   | 高校         | 東海   | 1位  | 大瀧雅良   | 3        |
| 静岡学園高校             | 静岡県   | 高校         | 東海   | 2位  | 川口修     | 1        |
| 履正社高校               | 大阪府   | 高校         | 関西   | 1位  | 平野直樹   | 1        |
| 大阪産業大学附属高校     | 大阪府   | 高校         | 関西   | 2位  | 中西幸司   | 2        |
| 立正大学淞南高校         | 島根県   | 高校         | 中国   | 1位  | 南健司     | 1        |
| 米子北高校               | 鳥取県   | 高校         | 中国   | 2位  | 城市徳之   | 4        |
| 広島県瀬戸内高校         | 広島県   | 高校         | 中国   | 3位  | 田中健二郎 | 3        |
| 徳島市立高校             | 徳島県   | 高校         | 四国   | 1位  | 河野博幸   | 3        |
| 大分トリニータU-18       | 大分県   | クラブユース | 九州   | 1位  | 山崎哲也   | 4        |

プリンスリーグ各地域の上位チーム、計16チームが4チームずつの4組に分かれて勝ち残り式トーナメントを行い、勝ち残った4チームがプレミアリーグに昇格した。

### 日程
1回戦は12月13日、2回戦は12月15日に実施予定であった。1回戦は雪の影響により12月14日に延期された。

### 昇格チーム
次の4チームが勝ち上がり、翌2015年のプレミアリーグに昇格した。
- 履正社高校
- 大宮アルディージャユース
- FC東京U-18
- 大分トリニータU-18

### 戦績

#### グループ1
履正社高校が勝ち上がった。
|  | 1回戦            | 1回戦      |   |  | 2回戦 | 2回戦 |
|  |                  |            |   |  |       |       |
|  |                  |            |   |  |       |       |
|  | 立正大学淞南高校 | 2          |   |  |       |       |
|  | 前橋育英高校     | 4          |   |  |       |       |
|  |                  |            |   |  |       |       |
|  | 前橋育英高校     | 0          |   |  |       |       |
|  |                  | 履正社高校 | 2 |  |       |       |
|  |                  |            |   |  |       |       |
|  | 履正社高校       | 4          |   |  |       |       |
|  | 静岡学園高校     | 3          |   |  |       |       |

1回戦

| 2014年12月14日 11:00 |

| 立正大学淞南高校 | 2 - 4          | 前橋育英高校 |
|                  | 公式記録 (PDF) |              |

| 広島皆実高校 |

| 2014年12月14日 11:00 |

| 履正社高校 | 4 - 3          | 静岡学園高校 |
|            | 公式記録 (PDF) |              |

| コカ・コーラウエスト広島スタジアム |

2回戦

| 2012年12月15日 11:01 |

| 前橋育英高校 | 0 - 2          | 履正社高校 |
|              | 公式記録 (PDF) |            |

| エディオンスタジアム広島 |

#### グループ2
大宮アルディージャユースが勝ち上がった。
|  | 1回戦              | 1回戦              |   |  | 2回戦 | 2回戦 |
|  |                    |                    |   |  |       |       |
|  |                    |                    |   |  |       |       |
|  | 大宮ユース         | 1                  |   |  |       |       |
|  | 大産大附属高校     | 0                  |   |  |       |       |
|  |                    |                    |   |  |       |       |
|  | 大宮ユース         | 2                  |   |  |       |       |
|  |                    | ベガルタ仙台ユース | 1 |  |       |       |
|  |                    |                    |   |  |       |       |
|  | ベガルタ仙台ユース | 2                  |   |  |       |       |
|  | 星稜高校           | 1                  |   |  |       |       |

1回戦

| 2012年12月14日 13:30 |

| 大宮アルディージャユース | 1 - 0          | 大阪産業大学附属高校 |
|                          | 公式記録 (PDF) |                      |

| 広島県立広島皆実高校 |

| 2012年12月14日 13:30 |

| ベガルタ仙台ユース | 2 - 1          | 星稜高校 |
|                    | 公式記録 (PDF) |          |

| 広島広域公園補助競技場 |

2回戦

| 2012年12月15日 13:31 |

| 大宮アルディージャユース | 2 - 1          | ベガルタ仙台ユース |
|                          | 公式記録 (PDF) |                    |

| エディオンスタジアム広島 |

#### グループ3
FC東京U-18が勝ち上がった。
|  | 1回戦            | 1回戦      |   |  | 2回戦 | 2回戦 |
|  |                  |            |   |  |       |       |
|  |                  |            |   |  |       |       |
|  | 清水桜が丘高校   | 1          |   |  |       |       |
|  | 広島県瀬戸内高校 | 0          |   |  |       |       |
|  |                  |            |   |  |       |       |
|  | 清水桜が丘高校   | 0          |   |  |       |       |
|  |                  | FC東京U-18 | 2 |  |       |       |
|  |                  |            |   |  |       |       |
|  | 徳島市立高校     | 0          |   |  |       |       |
|  | FC東京U-18       | 1          |   |  |       |       |

1回戦

| 2012年12月14日 13:30 |

| 清水桜が丘高校 | 1 - 0          | 広島県瀬戸内高校 |
|                | 公式記録 (PDF) |                  |

| 広島広域公園第一球技場 |

| 2014年12月14日 13:30 |

| 徳島市立高校 | 0 - 1          | FC東京U-18 |
|              | 公式記録 (PDF) |            |

| コカ・コーラウエスト広島スタジアム |

2回戦

| 2012年12月15日 13:30 |

| 清水桜が丘高校 | 0 - 2          | FC東京U-18 |
|                | 公式記録 (PDF) |            |

| 広島広域公園第一球技場 |

#### グループ4
大分トリニータU-18が勝ち上がった。
|  | 1回戦              | 1回戦    |   |  | 2回戦 | 2回戦 |
|  |                    |          |   |  |       |       |
|  |                    |          |   |  |       |       |
|  | 新潟U-18           | 0        |   |  |       |       |
|  | 米子北高校         | 3        |   |  |       |       |
|  |                    |          |   |  |       |       |
|  | 米子北高校         | 1        |   |  |       |       |
|  |                    | 大分U-18 | 3 |  |       |       |
|  |                    |          |   |  |       |       |
|  | 大分U-18           | 1        |   |  |       |       |
|  | 北海道大谷室蘭高校 | 0        |   |  |       |       |

1回戦

| 2012年12月14日 11:00 |

| アルビレックス新潟U-18 | 0 - 3          | 米子北高校 |
|                        | 公式記録 (PDF) |            |

| 広島広域公園第一球技場 |

| 2014年12月14日 11:00 |

| 大分トリニータU-18 | 1 - 0          | 北海道大谷室蘭高校 |
|                    | 公式記録 (PDF) |                    |

| 広島広域公園補助競技場 |

2回戦

| 2012年12月15日 11:00 |

| 米子北高校 | 1 - 3          | 大分トリニータU-18 |
|            | 公式記録 (PDF) |                    |

| 広島広域公園第一球技場 |